# Darius Jonušis
Darius Jonušis (ur. 1970) – litewski kierowca wyścigowy.

## Życiorys
Jest bratem kierowcy wyścigowego, Valdasa. W latach 1990–1992 był uczestnikiem Polskiej Formuły Mondial, zajmując trzecie miejsce w tej serii w 1992 roku. W 1993 roku został mistrzem krajowej Formuły 1600. W latach 1994–1995 był zawodnikiem Francuskiej Formuły Renault. W latach 1997–1998 był mistrzem Litewskiej Formuły 2000. Po zakończeniu kariery był instruktorem Akademii Jazdy BMW i trenerem Kazimierasa Vasiliauskasa. W 2007 roku został prezesem Litewskiej Federacji Kartingowej.

## Wyniki
| Legenda oznaczeń w tabelach wyników Wyświetl szablon na nowej stronie | Legenda oznaczeń w tabelach wyników Wyświetl szablon na nowej stronie                                                                     |
| Oznaczenie                                                            | Wyjaśnienie |
| --------------------------------------------------------------------- | --- |
| Złoty                                                                 | Zwycięzca lub mistrzostwo |
| Srebrny                                                               | 2. miejsce lub wicemistrzostwo |
| Brązowy                                                               | 3. miejsce lub II wicemistrzostwo |
| Zielony                                                               | Ukończył, punktował (w klasyfikacji generalnej, gdy zdobył co najmniej jeden punkt na przestrzeni sezonu, poza trzema powyższymi opcjami) |
| Niebieski                                                             | Ukończył, nie punktował (w klasyfikacji generalnej, gdy nie zdobył co najmniej jednego punktu na przestrzeni sezonu)                      |
| Czerwony                                                              | Nie zakwalifikował się (NZ) |
| Czerwony                                                              | Nie prekwalifikował się (NPK) |
| Różowy                                                                | Nie ukończył (NU) |
| Różowy                                                                | Niesklasyfikowany (NS) (w klasyfikacji generalnej, gdy nie został sklasyfikowany w żadnym wyścigu sezonu)                                 |
| Czarny                                                                | Zdyskwalifikowany (DK) |
| Czarny                                                                | Wykluczony (WYK/EX) |
| Biały                                                                 | Nie wystartował (NW) |
| Biały                                                                 | Kontuzjowany (K/INJ) |
| Biały                                                                 | Wyścig odwołany (OD/C) |
| Bez koloru                                                            | Został wycofany (WYC/WD) |
| Bez koloru                                                            | Nie przybył (NP/DNA) |
| Bez koloru                                                            | Nie brał udziału w treningach (NT/DNP) |
| Bez koloru                                                            | Nie został zgłoszony (–) |
| Pogrubienie                                                           | Start z pole position |
| Kursywa                                                               | Najszybsze okrążenie wyścigu |
| †                                                                     | Nie ukończył, ale jego rezultat został zaliczony ze względu na przejechanie więcej niż 90% dystansu wyścigu.                              |
| *                                                                     | Sezon w trakcie |
| 1/2/3                                                                 | Punktowana pozycja w sprincie kwalifikacyjnym                                                                                             |
| Lista systemów punktacji Formuły 1                                    | |

### Polska Formuła Mondial
| Rok  | Zespół               | Samochód     | Silnik     | Wyniki w poszczególnych eliminacjach | Wyniki w poszczególnych eliminacjach | Wyniki w poszczególnych eliminacjach | Wyniki w poszczególnych eliminacjach | Wyniki w poszczególnych eliminacjach | Wyniki w poszczególnych eliminacjach | Pkt. | Msc. |
| ---- | -------------------- | ------------ | ---------- | ------------------------------------ | ------------------------------------ | ------------------------------------ | ------------------------------------ | ------------------------------------ | ------------------------------------ | ---- | ---- |
| 1990 |                      |              |            | Polska                               | Polska                               | Polska                               | Polska                               | Polska                               | Polska                               | 0    | NS   |
| 1990 | STK Elfa             | Estonia-Elfa | Volkswagen | -                                    | -                                    | 3                                    | NU                                   | -                                    | NU                                   | 0    | NS   |
| 1991 |                      |              |            | Polska                               | Polska                               | Polska                               | Polska                               | Polska                               | Polska                               | 0    | NS   |
| 1991 | STK Elfa             | Estonia 25   | Volkswagen | NU                                   | 1                                    | NU                                   | -                                    | DK                                   | 1                                    | 0    | NS   |
| 1992 |                      |              |            | Polska                               | Polska                               | Polska                               | Polska                               | Polska                               | Polska                               | 35   | 3    |
| 1992 | Automobilklub Morski | Estonia 25   | Volkswagen | 2                                    | -                                    | -                                    | -                                    | 4                                    | -                                    | 35   | 3    |

### Francuska Formuła Renault
| Rok  | Zespół               | Samochód     | Silnik  | Wyniki w poszczególnych eliminacjach | Wyniki w poszczególnych eliminacjach | Wyniki w poszczególnych eliminacjach | Wyniki w poszczególnych eliminacjach | Wyniki w poszczególnych eliminacjach | Wyniki w poszczególnych eliminacjach | Wyniki w poszczególnych eliminacjach | Wyniki w poszczególnych eliminacjach | Wyniki w poszczególnych eliminacjach | Wyniki w poszczególnych eliminacjach | Wyniki w poszczególnych eliminacjach | Wyniki w poszczególnych eliminacjach | Wyniki w poszczególnych eliminacjach | Wyniki w poszczególnych eliminacjach | Pkt. | Msc. |
| ---- | -------------------- | ------------ | ------- | ------------------------------------ | ------------------------------------ | ------------------------------------ | ------------------------------------ | ------------------------------------ | ------------------------------------ | ------------------------------------ | ------------------------------------ | ------------------------------------ | ------------------------------------ | ------------------------------------ | ------------------------------------ | ------------------------------------ | ------------------------------------ | ---- | ---- |
| 1994 |                      |              |         | Francja                              | Francja                              | Francja                              | Francja                              | Francja                              | Francja                              | Francja                              | Francja                              | Francja                              | Francja                              | Francja                              | Hiszpania                            |                                      |                                      | 1    | 27   |
| 1994 | Ecurie Motul Nogaro  | Martini MK65 | Renault | -                                    | 10                                   | -                                    | -                                    | -                                    | -                                    | -                                    | -                                    | -                                    | -                                    | 33                                   | -                                    |                                      |                                      | 1    | 27   |
| 1995 |                      |              |         | Francja                              | Francja                              | Francja                              | Francja                              | Francja                              | Francja                              | Francja                              | Francja                              | Francja                              | Francja                              | Francja                              | Francja                              | Francja                              | Włochy                               | 3    | 25   |
| 1995 | ASA Armagnac Bigorre | Martini MK71 | Renault | 19                                   | -                                    | -                                    | -                                    | NU                                   | 16                                   | -                                    | 10                                   | -                                    | -                                    | -                                    | -                                    | -                                    | -                                    | 3    | 25   |